# The Escapists
The Escapists — ролевая компьютерная игра в жанре головоломки с видом сверху, разработанная компанией Mouldy Toof Studios. Выпуск состоялся в 2015 году для персональных компьютеров на операционных системах Microsoft Windows, Linux и OS X, игровых консолей Xbox One, PlayStation 4 и Xbox 360. В марте 2017 была выпущена версия на Android и iOS. Версия игры для Nintendo Switch, содержащая все предыдущие дополнения, была выпущена в 2018 году. Игрок управляет персонажем-заключённым, который должен сбежать из нескольких тюрем возрастающей сложности. Отзывы, в целом, были благоприятными: критики высоко оценили большую свободу выбора, предоставляемую игрокам, хотя некоторые обозреватели сочли, что игра предлагает решать головоломку с побегом метода проб и ошибок. Вторая часть игры (The Escapists 2) вышла 21 августа 2017 года на персональные компьютеры под управлением Windows и консоли PS4 и Xbox One. 31 января 2019 года игру портировали на Android и IOS.

## Игровой процесс
Игрок берёт на себя роль заключённого, цель которого — сбежать из тюрьмы. Для этой цели персонаж может приобретать различные предметы и инструменты, создавая их самостоятельно или воруя у других заключенных. Персонаж может взаимодействовать с сокамерниками, выполняя их задания, чтобы улучшить их отношение к себе и пополнить игровой счёт. Различные занятия, например, физические упражнения или чтение книг в библиотеке, позволяют поднять характеристики персонажа, увеличив шансы на побег. Чтобы тюремные надзиратели не заметили подготовки к побегу, игровой персонаж должен избегать их внимания и соблюдать распорядок дня, участвуя в приемах пищи, перекличках и т. п. Надзиратели периодически обыскивают камеры заключенных, поэтому игрок должен соблюдать осторожность, чтобы скрыть приготовленные для побега инструменты. Неудача наказывается временным помещением персонажа в карцер с потерей всех приготовлений к побегу.

## Разработка и выпуск
The Escapists — это вторая игра Криса Дэвиса. Дэвис получил 7131 £ для разработки игры через Kickstarter в ноябре 2013 года. Дэвис подписал контракт с издателем Team 17, чтобы лучше продавать игру. Team 17 также портировали игру с Multimedia Fusion для Xbox One.
Идея игры зародилась в 1984 году видеоигрой Skool Daze, одной из любимых игр Дэвиса. Дэвис ограничил систему подсказок и обучения, чтобы поощрять эксперименты игрокам. Он надеялся, что позволит игрокам найти решение самим, и они будут чувствовать себя заключенными. Для вдохновения Дэвис смотрел тюремные фильмы и исследовал истории побегов из тюрем.
PCGamesN заметил намеки на Побег из Алькатраса, Побег из Шоушенка и Prison Break в игре.
Игра была выпущена в ранний доступ в августе 2014 года. PCGamesN рассмотрел версию раннего доступа в ноябре 2014 года. В то время в игре по-прежнему не хватало значимых вариантов побега, рецепты крафта были неясными. Обратная связь с раннего выпуска разрешила Дэвису улучшить игру, например, путём регулирования трудности. Это также позволило ему экспериментировать с идеями и запрашивать предложения от сообщества игроков. Дэвис заявил, что «общество превратило игру в ту, какая она сейчас есть», и что «ранний доступ дал игре действительно хороший опыт» Полная игра была выпущена в феврале 2015 года.
Летом 2018 года, благодаря уязвимости в защите Steam Web API, стало известно, что точное количество пользователей сервиса Steam, которые играли в игру хотя бы один раз, составляет 1 296 849 человек.

### Загружаемый контент
Для игры было выпущено 5 загружаемых дополнений.
The Escapists — Fhurst Peak Correctional Facility. 13 февраля 2015 года вышло первое дополнение для ПК. Оно включало 3 дополнительные тюрьмы.
2 апреля 2015 года новый загружаемый контент, называемый «Алькатрас», был выпущен для ПК, Xbox One, Android и PlayStation 4.
The Escapists — Escape Team. 30 июня было выпущено самое крупное дополнение. Оно добавило не только новую тюрьму, но и новый побег, крафты и многое другое. Дополнение было выпущено для ПК, Xbox One, Android и PlayStation 4.

## Критика
| Сводный рейтинг    | Сводный рейтинг                           |
| Агрегатор          | Оценка                                    |
| ------------------ | ----------------------------------------- |
| GameRankings       | (PC) 78,43 % (XONE) 74,17 % (PS4) 68,87 % |
| Metacritic         | (PC) 71/100 (XBONE) 74/100 (PS4) 71/100   |
| Иноязычные издания |                                           |
| Издание            | Оценка                                    |
| Game Informer      | 6/10                                      |
| GameSpot           | 8/10                                      |
| IGN                | 7,6/10                                    |
| OXM                | 7/10                                      |